# Cheminées La Rivière-Saint-Étienne
Les cheminées La Rivière-Saint-Étienne sont les cheminées d'une ancienne usine sucrière de l'île de La Réunion, département d'outre-mer français dans le sud-ouest de l'océan Indien. Situées sur la route de l'Entre-Deux à Saint-Pierre, elles sont inscrites en totalité à l'inventaire supplémentaire des Monuments historiques depuis le 11 juillet 2002, ainsi que leur terrain d’assiette,.